# VOCALIST 6
『VOCALIST 6』（ヴォーカリスト・シックス）は、德永英明の6枚目のカバー・アルバム。2015年1月21日発売。発売元はユニバーサル ミュージックシグマ。通常盤CD規格品番：UMCK-1505。

## 解説
『VOCALIST VINTAGE』以来約2年半ぶりとなる『「VOCALIST」シリーズ第6弾。
1960年～70年代にヒットしたムード歌謡中心の選曲だった前作に対し、本作品では『VOCALIST 4』以前と同じ、オールタイムの女性ボーカリストのカバー曲で構成されている。
DREAMS COME TRUE、松任谷由実、中島みゆきの制作した楽曲が『VOCALIST』から『VOCALIST 4』までの4作に続いて収録された。

## パッケージ仕様
初回限定盤A（UMCK-9714）には2005年から始まった10年間の「VOCALIST」を振り返るインタビューの模様と収録曲3曲のミュージック・ビデオで構成されたDVD付属。
初回限定盤B（UMCK-9715）はボーナス・トラック2曲収録。

## 楽曲解説
1. さよならの向う側
1980年夏に発表された山口百恵の事実上のラスト・シングル。ファイナルコンサートの最後に歌われた曲として知られている。2014年9月に本作の先行シングルとして発売された。
2. Woman "Wの悲劇"より
薬師丸ひろ子が1984年秋に主演した映画「Wの悲劇」主題歌として使用された楽曲。
3. サンキュ.
DREAMS COME TRUEが1995年春に発表した楽曲。
4. 寒い夜だから…
trfの1993年冬の楽曲。原曲はミディアムテンポのダンスナンバーだが、本作品ではシンプルなバラードにアレンジしている。
この楽曲のレコーディング中に楽曲を作った小室哲哉が偶然隣のスタジオで作業をしていた。その後、2014年のFNS歌謡祭にて小室との共演でこの曲を披露している。
5. 桜色舞うころ
中島美嘉の2005年春の楽曲。「VOCALIST」発足当初からの候補曲。
6. 風立ちぬ
松田聖子の1981年秋の楽曲。「VOCALIST」シリーズで大瀧詠一の制作した楽曲をカバーするのは今回が初となる。2013年末に逝去した大瀧への哀悼の意を込めて選曲された。
7. スローモーション
1982年に発表された中森明菜のデビュー・シングル。
8. やさしい悪魔
キャンディーズの1977年の楽曲。後に作曲した吉田拓郎もセルフカバーをしており、吉田のバージョンも染み込ませた上で德永はカバーした。
9. 想い出のスクリーン
八神純子の1979年の楽曲。スタッフのリクエストで『みずいろの雨』ではなくあえてこの曲のカバーにチャレンジした。2015年1月17日放送の「ミュージックフェア」で八神との共演で披露された。
10. かもめが翔んだ日
渡辺真知子の1978年の楽曲。『迷い道』に続いてのカバー。
11. 告白
竹内まりやの1990年の楽曲。
12. 春なのに
柏原芳恵の1983年の楽曲。先行シングル「さよならの向う側」カップリング曲。
13. ダンデライオン～遅咲きのたんぽぽ
原田知世の1983年のシングル曲。その後、作詞・作曲した松任谷由実もセルフカバーしている。
14. 花は咲く
2012年、「花は咲くプロジェクト」により制作されたチャリティーソング。女性アーティストの名曲集のコンセプトからは外れているが、東日本大震災からの復興の灯を消してはいけない、という真摯な想いを込めて選曲されている。2014年の第65回NHK紅白歌合戦にて同曲を披露した。
15. Let It Go ～ありのままで～
2014年に日本で公開され大ヒットした映画「アナと雪の女王」の主題歌。本作は日本語吹き替え版の劇中で、エルサ役の松たか子が歌ったバージョンのカバーである。「VOCALIST」シリーズではこれまで過去のヒット曲に敬意を表してカバーするというのがテーマであったが、この曲はアルバム発売当時の最新ヒット曲のカバーいうことであり、唯一、歌うことへの抵抗から始まったカバー曲であるとしている。

### 収録曲
| 全編曲: 坂本昌之。 |                                      |            |                    |       |
| #                  | タイトル                             | 作詞       | 作曲               | 時間  |
| 1.                 | 「さよならの向う側」                 | 阿木燿子   | 宇崎竜童           | 5:51  |
| 2.                 | 「Woman "Wの悲劇"より」              | 松本隆     | 呉田軽穂           | 4:14  |
| 3.                 | 「サンキュ.」                        | 吉田美和   | 吉田美和、中村正人 | 3:26  |
| 4.                 | 「寒い夜だから…」                    | 小室哲哉   | 小室哲哉           | 5:31  |
| 5.                 | 「桜色舞うころ」                     | 川江美奈子 | 川江美奈子         | 4:50  |
| 6.                 | 「風立ちぬ」                         | 松本隆     | 大瀧詠一           | 4:46  |
| 7.                 | 「スローモーション」                 | 来生えつこ | 来生たかお         | 4:04  |
| 8.                 | 「やさしい悪魔」                     | 喜多條忠   | 吉田拓郎           | 3:16  |
| 9.                 | 「想い出のスクリーン」               | 三浦徳子   | 八神純子           | 3:39  |
| 10.                | 「かもめが翔んだ日」                 | 伊藤アキラ | 渡辺真知子         | 3:53  |
| 11.                | 「告白」                             | 竹内まりや | 竹内まりや         | 4:56  |
| 12.                | 「春なのに」                         | 中島みゆき | 中島みゆき         | 4:19  |
| 13.                | 「ダンデライオン～遅咲きのたんぽぽ」 | 松任谷由実 | 松任谷由実         | 4:38  |
| 合計時間:          | 合計時間:                            | 合計時間:  | 合計時間:          | 57:30 |

| #   | タイトル                       | 作詞                                                                       | 作曲                                                 | 時間 |
| --- | ------------------------------ | -------------------------------------------------------------------------- | ---------------------------------------------------- | ---- |
| 14. | 「花は咲く」                   | 岩井俊二                                                                   | 菅野よう子                                           | 4:41 |
| 15. | 「Let It Go ～ありのままで～」 | クリスティン・アンダーソン＝ロペス、ロバート・ロペス、日本語詞：高橋知伽江 | クリスティン・アンダーソン＝ロペス、ロバート・ロペス | 3:51 |

| #  | タイトル                               | 作詞       | 作曲       | 時間 |
| -- | -------------------------------------- | ---------- | ---------- | ---- |
| 1. | 「THE INTERVIEW OF VOCALIST 10 YEARS」 |            |            | 7:57 |
| 2. | 「さよならの向う側」(music clip)       | 阿木燿子   | 宇崎竜童   | 5:46 |
| 3. | 「春なのに」(music clip)               | 中島みゆき | 中島みゆき | 4:14 |
| 4. | 「花は咲く」(music clip)               | 岩井俊二   | 菅野よう子 | 4:32 |